# Bojince
Bojince (en serbe cyrillique : Бојинце) est un village de Serbie situé sur le territoire de la Ville de Kruševac, district de Rasina. Au recensement de 2011, il comptait 72 habitants.

## Démographie
| 1948 | 1953 | 1961 | 1971 | 1981 | 1991 | 2002 | 2011 |
| ---- | ---- | ---- | ---- | ---- | ---- | ---- | ---- |
| 195  | 181  | 180  | 166  | 147  | 117  | 82   | 72   |

|  |